# Айдакаево
Айдакаево (баш. Айҙаҡай) — деревня в Белокатайском районе Республики Башкортостан Российской Федерации. Входит в состав Карлыхановского сельсовета.

## География

### Географическое положение
Расстояние до:
- районного центра (Новобелокатай): 38 км,
- центра сельсовета (Карлыханово): 6 км,
- ближайшей ж/д станции (Ункурда): 74 км.

## Население
| 2002 | 2009 | 2010 |
| ---- | ---- | ---- |
| 338  | ↗383 | ↘336 |

Согласно переписи 2002 года, преобладающая национальность — башкиры (95 %).